# Antički brodolom kod Petrova Boka na Hvaru
Ostatci antičkog brodoloma nalazi se uz obalu otoka Hvara, prema jugoistočnom rtu uvale Petrova Boka, Grad Hvar.

## Opis
Po površini su razbacani ostatci ulomaka amfora. U pijesku pod sipinom naziru se i cijele amfore. Lokalitet je istraživan i dio arheološkog materijala je izvađen, ali lokacija nije do kraja istražena. Dio tereta je još pod pijeskom, a tu su i dobro očuvani drveni ostaci brodske konstrukcije. Amfore pripadaju sjevernoafričkim cilindričnim tipovima (Keay XXV), te nekoliko inačica narebrenih kasnoantičkih ovalnih amfora tipa Riley ER 1. Brodolom se datira u 4. stoljeće.

## Zaštita
Pod oznakom Z-79 zaveden je kao nepokretno kulturno dobro - pojedinačno, pravna statusa zaštićena kulturnog dobra, klasificirano kao "arheološka baština".